# Koko Crater Botanical Garden

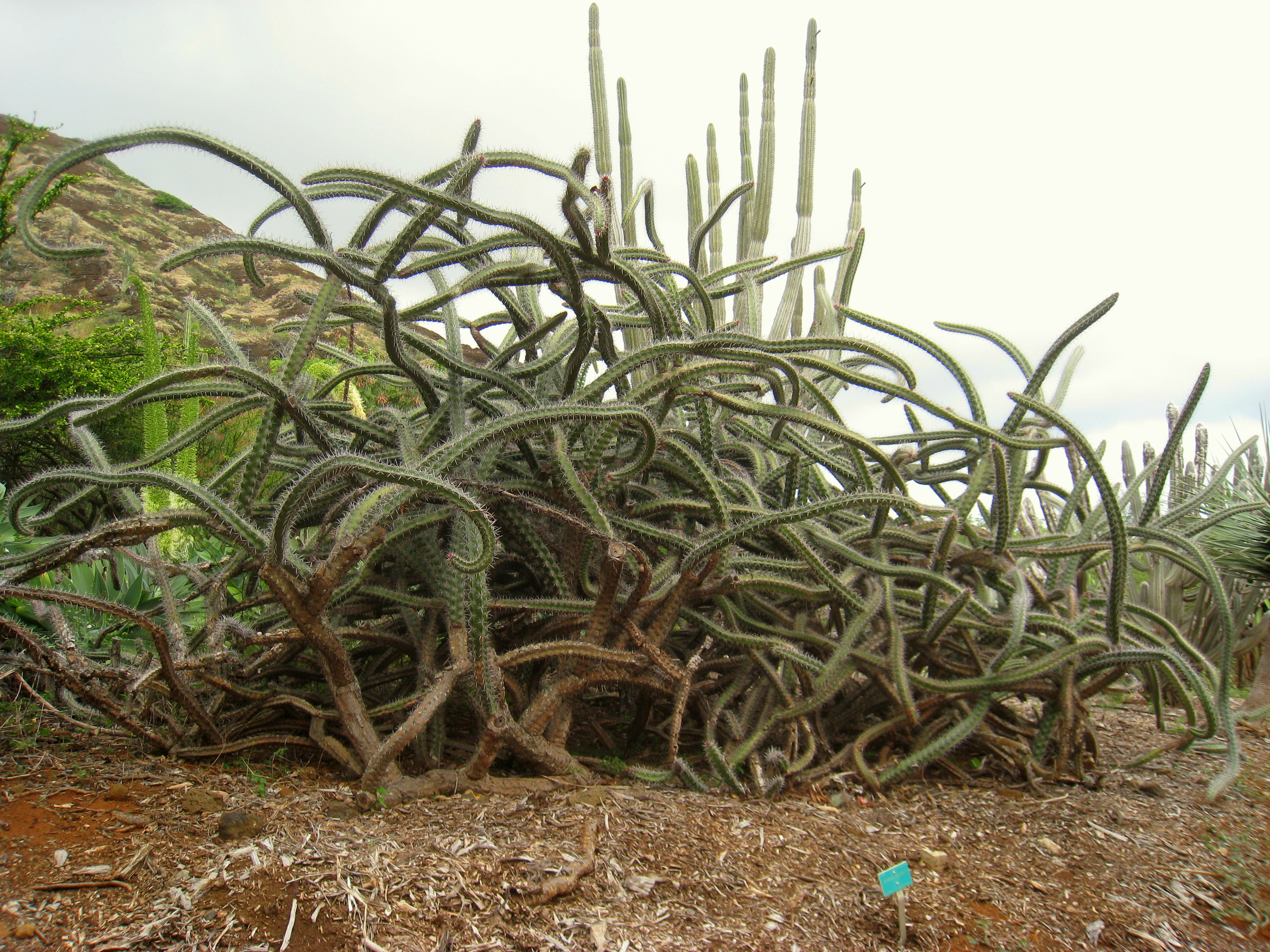
Stenocereus alamosensis in de botanische tuin

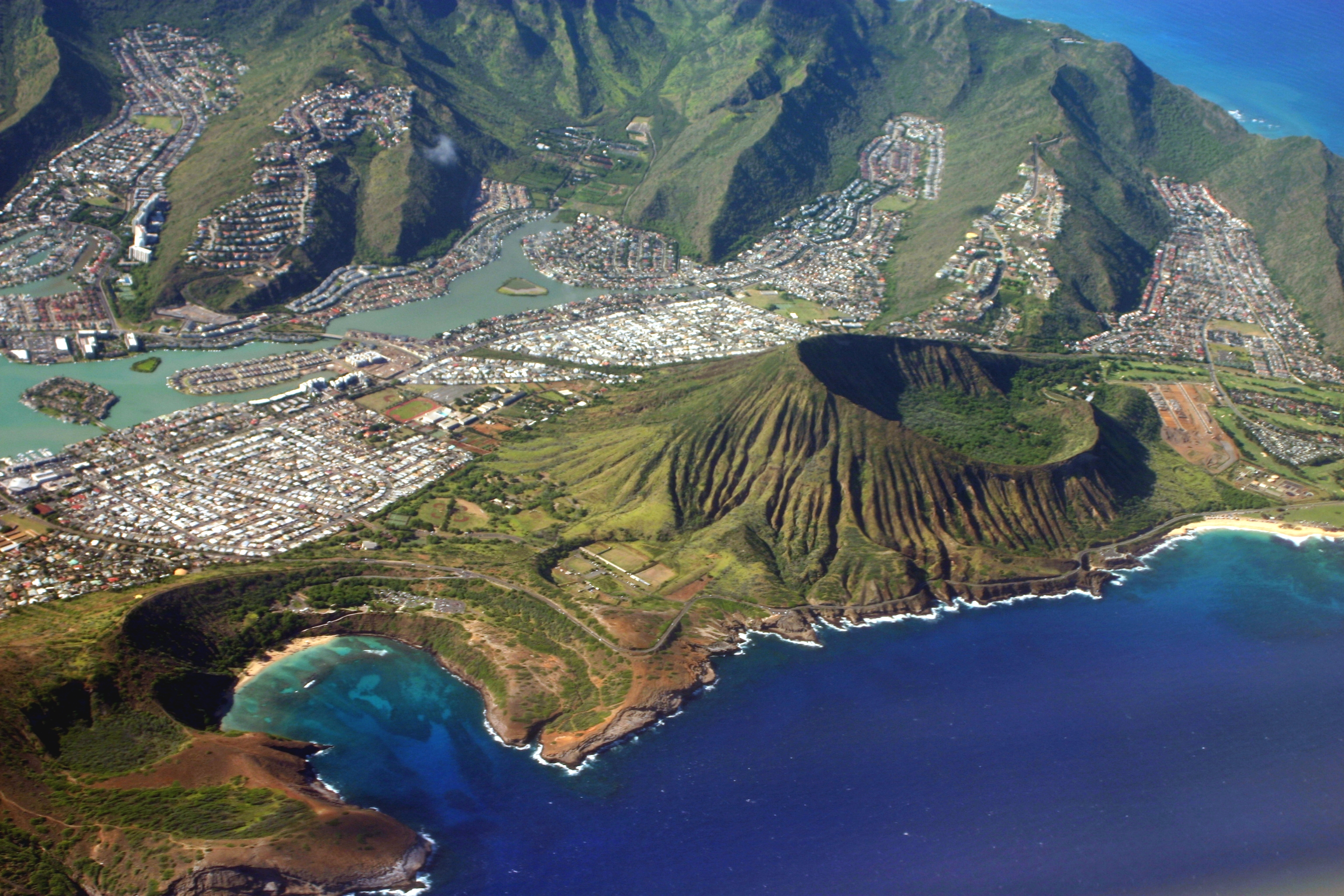
Hanauma Bay en Koko Crater

De Koko Crater Botanical Garden is een botanische tuin in het noordoosten van Oahu (Hawaï). De tuin maakt deel uit van de Honolulu Botanical Gardens, een netwerk van vijf botanische tuinen op Oahu. De tuin is vrij toegankelijk. De oppervlakte is circa 24 ha.
In 1958 werd een gedeelte van de helling en het bekken van de Koko Crater gereserveerd voor de aanleg van een botanische tuin.
De tuin is ingericht met planten die tegen droge omstandigheden zijn bestand, waaronder Afrikaanse planten (onder meer de Afrikaanse baobab), cactussen en andere succulenten (zoals Alluaudia, Sansevieria, Aloe, Euphorbia en Adenium), Plumeria-cultivars, Erythrina sandwicensis, palmen die van oorsprong in droge omstandigheden leven en Bougainvillea.